# Terterji
Terterji (bolgarsko Тертер, Terter ali Тертеровци, Terterovci) so bili bolgarska plemiška in vladarska rodbina kumanskega porekla, stranska veja kumanske rodbine Terteroba. V Drugem bolgarskem cesarstvu so vladali od leta 1280 do 1292  in 1300 do 1323.

## Zgodovina

### Poreklo
Terterji so bili Kumani iz Kumansko-kipčaške konfederacije. Po Plamenu Pavlovu so bili veja kumanske rodbine Terteroba. V Bolgarijo so se priselili iz Ogrskega kraljestvo po letu 1241 v drugem valu kumanske selitve. Terterobi so vladali v Kumansko-kipčaški konfederaciji v poznem 11. stoletju in sredi 13. stoletja pod kanom Kötenom.

### Vladanje
Najstarejša predstavnika rodbine Terter v Bolgariji sta bila despot Aldimir (Eltimir) in njegov starejši brat Jurij Terter, ki je bil leta 1280 s poroko z Bolgarko Marijo kot Jurij I. Terter kronan za bolgarskega carja. Po njegovem prihodu na prestol je Bolgarija prišla de facto pod oblast kana Nogaja iz Zlate horde, ki je imenoval naslednjega bolgarskega vladarja Smileca (vladal 1292–1298) iz druge plemiške družine. Smileca je kmalu nasledil sin Ivan IV. Smilec (vladal 1298–1299). Leta 1299–1300 je v Bolgariji vladal Mongol Čaka, katerega je odstavil  Teodor Svetoslav, sin Jurija I. Terterja, in sam vladal od leta 1300 do 1321. Z njim se je začelo drugo obdobje vladanja Terterjev, v katerem je vladal tudi njegov sin  Jurij II. Terter.
Rodbino Terter je nasledila plemiška rodbina Šišman iz Vidina, ki je bila tudi delno kumanskega porekla.

## Člani rodbine
- Aldimir (Eltimir), krnski despot 
  - Ivan Dragušin
- Jurij I. Terter (vladal 1280–1292)
  - Teodor Svetoslav (vladal 1300–1321)
    - Jurij II. Terter

  - Ana Terter, žena srbskega kralja Štefana Milutina
  - Elena, žena Čake Nogaja